# دوغ فري
دوغ فري (بالإنجليزية: Doug Free)‏ هو لاعب كرة قدم أمريكية أمريكي، ولد في 6 يناير 1984 في مانيتووك في الولايات المتحدة.

## وصلات خارجية
- دوغ فري على موقع مرجع كرة القدم المحترفة.كوم (الإنجليزية)